# 애슐리 브래처

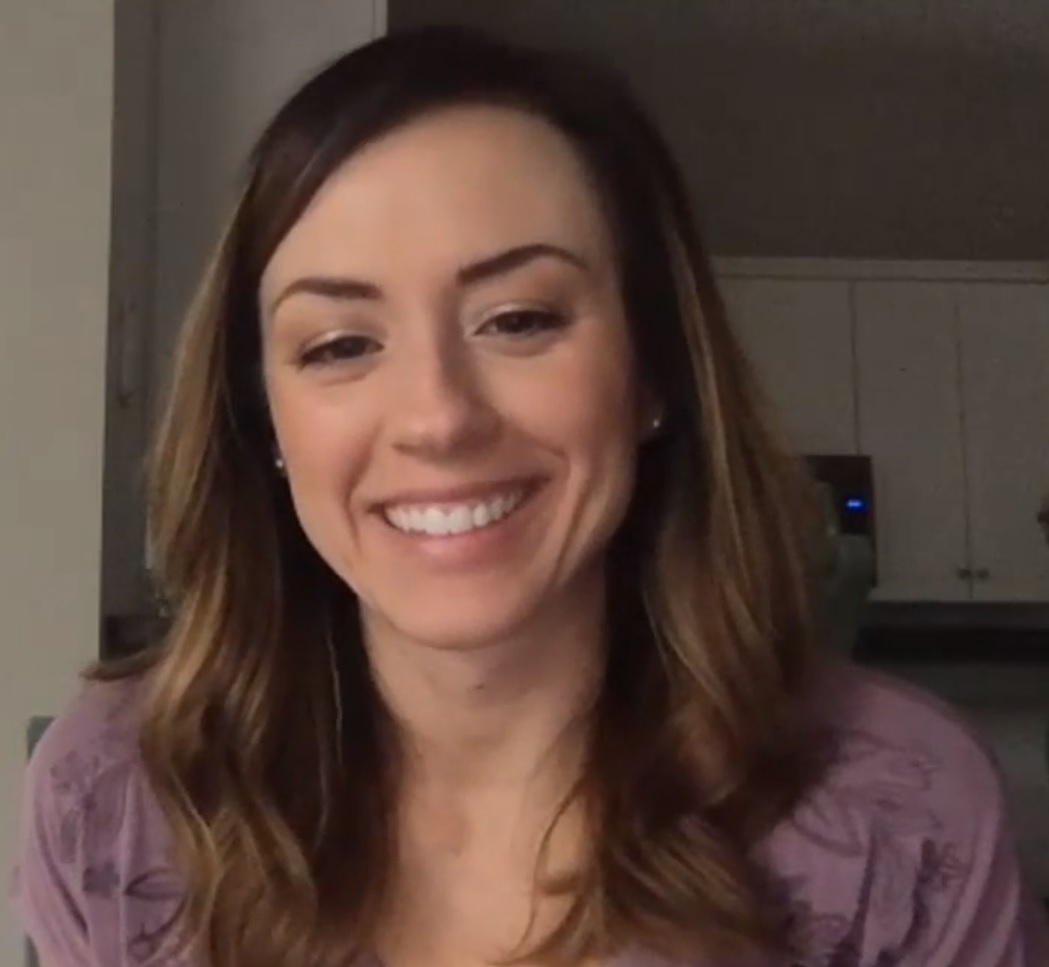

애슐리 브래처(Ashley Bratcher, 1987)는 미국의 영화배우, 텔레비전 배우이다.
노스캐롤라이나주에서 태어났다.

## 영화
- 언플랜드 (2019년)
- 엑스트라오디너리 (2017년)
- 프린세스 컷 (2015년)